# شهرستان دجیانگ
شهرستان دجیانگ (به لاتین: Dejiang County) یک منطقهٔ مسکونی در چین است که در تانگرن واقع شده‌است.